# Bundesstraße 476
Die Bundesstraße 476 (Abkürzung: B 476) ist eine 19,3 km lange deutsche Bundesstraße in Nordrhein-Westfalen etwa 30 km östlich von Münster, die die B 475 bei Sassenberg über Versmold mit der A 33 bei Borgholzhausen verbindet.

## Geschichte
Zwischen 1855 und 1857 wurde bereits eine Trasse zwischen Warendorf, Versmold und Borgholzhausen zu einer befestigten Kunststraße ausgebaut. Die Bundesstraße 476 wurde Mitte der 1960er Jahre eingerichtet.
Nachdem die A 33 südlich von Borgholzhausen fertiggestellt war, wurde Anfang 2020 der Abschnitt der B 476 zwischen der A 33 und der ehemaligen B 68 bei Borgholzhausen-Bahnhof zur Landesstraße 785 abgestuft. 

## Planungen
Die mögliche Verlängerung der B 476 von Borgholzhausen bis zur A 30 im niedersächsischen Melle wurde nicht in den Bundesverkehrswegeplan 2030 aufgenommen.